# Núi Iwate
Núi Iwate (岩手山 Iwate-san) là một phức hợp núi lửa dạng tầng tọa lạc tại phía tây bắc thành phố Morioka ở phía tây tỉnh Iwate, Tohoku, Nhật Bản. Núi được liệt kê là một trong 100 núi nổi tiếng Nhật Bản trong một cuốn sách soạn thảo năm 1964 bởi nhà leo núi/tác giả Kyūya Fukada.